# Petaurista sybilla
Petaurista sybilla — вид гризунів родини Sciuridae. Поширення: Індія, М'янма, Китай. Таксон відокремлено від P. elegans.